# Barney Danson
Barnett „Barney“ Jerome Danson PC CC (* 8. Februar 1921 in Toronto, Ontario; † 17. Oktober 2011 ebenda) war ein kanadischer Unternehmer, Unternehmensberater und Politiker der Liberalen Partei.

## Leben
Nach dem Schulbesuch diente Danson während des Zweiten Weltkrieges von 1939 bis 1945 bei den Queen’s Own Rifles of Canada und wurde zuletzt zum Leutnant befördert. Nach Kriegsende war er als Unternehmer und Unternehmensberater tätig sowie Manager des Familienbetriebes Danson Corporation, einem Unternehmen in der Kunststoffindustrie.
Seine politische Laufbahn begann er als Kandidat der Liberalen Partei, als er bei der Wahl am 25. Juni 1968 als Mitglied in das Unterhaus gewählt wurde und dort bis zu seiner Niederlage bei der Unterhauswahl am 22. Mai 1979 den Wahlkreis York North vertrat.
Während seiner Parlamentszugehörigkeit war er zunächst zwischen Oktober 1970 und September 1972 Parlamentarischer Sekretär bei Premierminister Pierre Trudeau. Dieser berief ihn im August 1974 zum Staatsminister für Urbanität in die 20. Bundesregierung und behielt dieses Amt bis November 1976. Zugleich wurde er im Oktober 1976 zuerst kommissarischer Minister für Nationale Verteidigung, ehe er zwischen November 1976 und Juni 1979 Minister für Nationale Verteidigung war.
Nach seinem Ausscheiden aus Parlament und Regierung war er wieder als Unternehmer und Unternehmensberater tätig.

## Auszeichnungen
Für seine Verdienste als Minister, Unternehmer und Philanthrop wurde er 1996 zum Officer des Order of Canada ernannt. Insbesondere war er weitgehend verantwortlich für die Gründung des Katimavik-Programms, das sein Interesse für die Jugend belegte. Gewürdigt wurde auch seine grundlegende Rolle bei der Produktion des Doku-Dramas No Price Too High, das die Rolle Kanadas im Zweiten Weltkrieg darstellte.
2007 wurde er darüber hinaus Companion des Order of Canada. Dabei wurden seine Leistung als Soldat im Zweiten Weltkrieg und als Bundesminister gewürdigt, die seinen Eintritt für Angelegenheiten von Veteranen begründeten, wobei er federführend an der Gründung des Neubaus des Canadian War Museum im Jahr 2005 beteiligt war. Dieses leistet durch seine Architektur und seine Ausstellungen einen wichtigen Beitrag zum Verständnis jüngerer Generationen für die Militärgeschichte Kanadas. Darüber hinaus wurde sein Einsatz für benachteiligte Personen gewürdigt, wie zum Beispiel für das Canadian National Institute for the Blind und die Stipendienstiftung der Sir Arthur Pearson-Vereinigung der Kriegsblinde.
Daneben wurde er 1994 Offizier des Ordre national du Mérite sowie 2007 Ritter der Ehrenlegion sowie Ehrendoktor der Rechtswissenschaften der York University.

## Veröffentlichungen
- The businessman's guide to his federal government, Ottawa, 1973
- Not Bad for a Sergeant: The Memoirs of Barney Danson, Autobiografie, 2002